# Shabana Mahmood
Shabana Mahmood (in urdu شبانہ محمود‎?; Birmingham, 17 settembre 1980) è una politica britannica, membro del Partito Laburista, segretaria di Stato per la giustizia e Lord cancelliere dal 5 luglio 2024.

## Biografia
Nata nel quartiere Small Heath di Birmingham il 17 settembre 1980 da genitori musulmani originari del Pakistan, ha un fratello gemello. A causa del lavoro del padre, ingegnere civile per la dissalazione, vive dal 1981 al 1986 a Ta'if, in Arabia Saudita.
Tornata nel Regno Unito, cresce nella sua città natale. Dopo la nomina del padre come presidente del partito laburista locale Mahmood lo aiuta durante le campagne elettorali.
Dopodiché studia giurisprudenza presso il Lincoln College, collegio che costituisce l'Università di Oxford, dove consegue un bachelor of Arts nel 2002.

### Carriera politica
Successivamente entra in politica, candidandosi con il Partito Laburista per il collegio di Birmingham Ladywood alle elezioni generali del 2010, dopo che la titolare di tale seggio, Clare Short, aveva deciso di non partecipare alla tornata elettorale.
In queste elezioni Shabana Mahmood viene eletta deputata con il 55,7% dei voti. Assieme alle politiche Rushanara Ali e Yasmin Qureshi, diviene una delle prime deputate musulmane del Regno Unito.
Ricopre poi alcuni incarichi nel governo ombra sotto la guida del capo del Partito Laburista e dell'opposizione Ed Miliband. Tra essi, a ottobre del 2010 viene nominata ministra ombra per gli affari interni, rimanendo fino a ottobre del 2011, e ministra ombra per il commercio, l'innovazione dal 2011 al 2013.
Nel 2015, in occasione delle elezioni generali, si ricandida in Parlamento sempre per la circoscrizione di Birmingham Lodywood, ottenendo nuovamente il seggio con il 73,6% dei voti. In seguito alle elezioni, che vedono la vittoria dei conservatori, Shabana Mahmood viene designata come segretaria capo ombra del Tesoro.
Viene successivamente scelta per ricoprire l'incarico di copresidente della campagna elettorale per l'elezione di Yvette Cooper alla guida del partito laburista del 2015.
A settembre del 2015, dopo la nomina di Jeremy Corbyn come leader, Mahmood si dimette dal ruolo affermando di essere fortemente in disaccordo con lui in ambito economico. Nel 2016 sostiene il politico Owen Smith nel tentativo di sostituire Jeremy Corbyn alle nuove elezioni del partito, cosa che alla fine non accade.
Alle elezioni generali del 2017 Shabana Mahmood è nuovamente eletta alla Camera dei comuni, così come anche nel 2019.
A maggio del 2021, a seguito di un rimpasto, ritorna al governo ombra assumendo l'incarico di coordinatrice della campagna nazionale del partito laburista, sostituendo Angela Rayner.
A settembre del 2023 il leader Keir Starmer la nomina segretaria di Stato ombra per la giustizia e lascia quindi il ruolo di coordinatore del partito a Pat McFadden.
In seguito alla sconfitta dei conservatori alle elezioni generali del 2024, lo stesso Starmer la designa come segretaria di Stato per la giustizia e lord cancelliere. In queste elezioni è anche riconfermata parlamentare. Il giorno dopo la nomina diventa inoltre membro del Consiglio privato di Sua Maestà.